# Boissières (Lot)
Boissières è un comune francese di 373 abitanti situato nel dipartimento del Lot nella regione dell'Occitania.

## Società

### Evoluzione demografica
Abitanti censiti